# Richard Oliver Gross
Richard Oliver Gross (Barrow-in Furness, 10 de enero de 1882-27 de diciembre de 1964) fue un escultor neozelandés.
Vivió en Sudáfrica realizando escultura arquitectónica. En 1914, pasó a vivir en Nueva Zelanda.

Es el autor de la Fuente Memorial Davis en Mission Bay; de un jefe Mahori de bronce para al memorial de One Tree Hill; y de una madonna, alegoría del amor y la justicia para el memorial de Michael Joseph Savage en Bastion Point 36°50′46″S 174°49′33″E / -36.84611, 174.82583. 

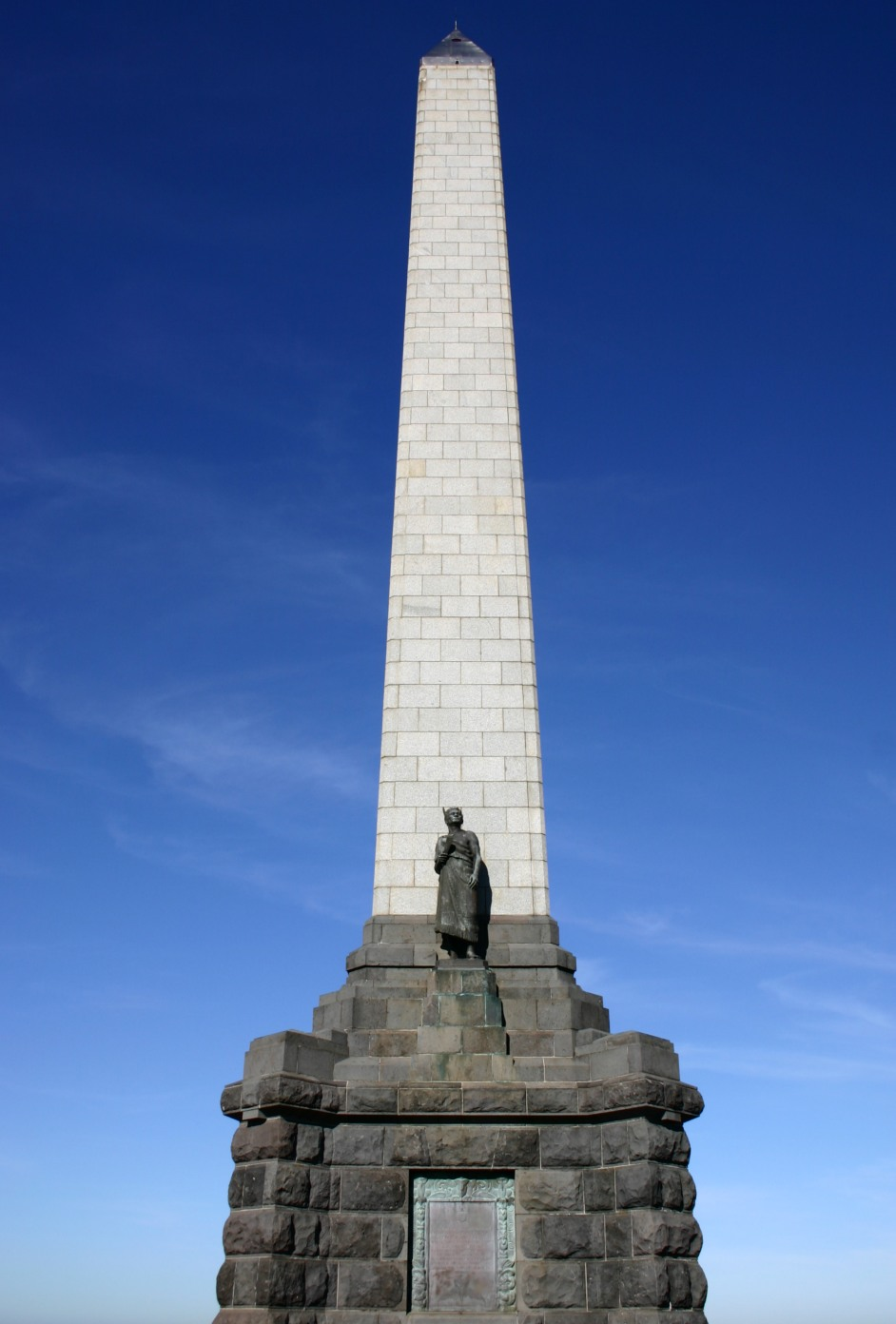
One Tree Hill, New Zealand
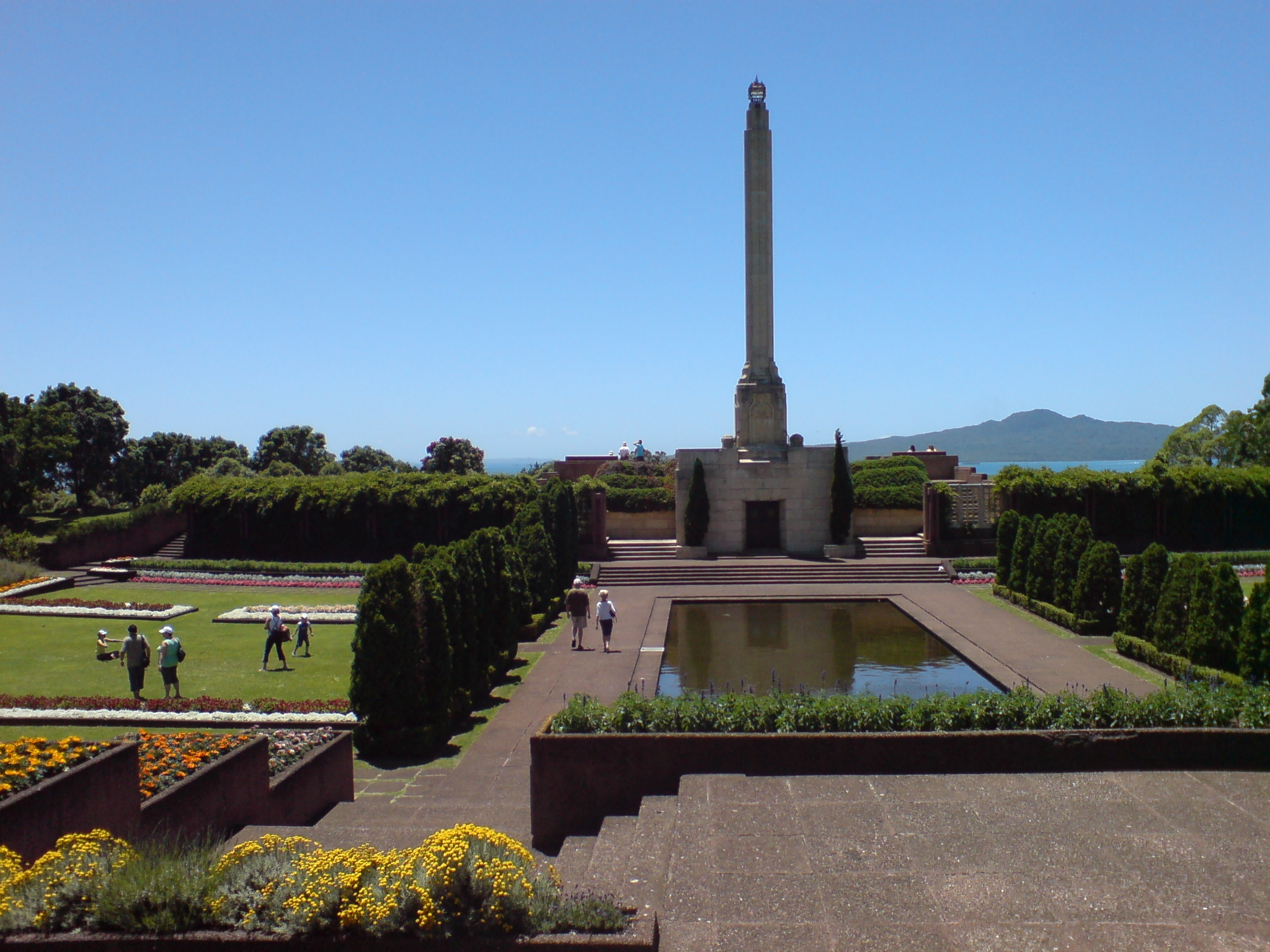
Conjunto del Memorial Michael Joseph Savage en Orakei.